# Liste des conventions de La Haye de droit international privé
Cette page recense les conventions et conférences signées à La Haye par les États signataires et parties de la Conférence de la Haye de droit international privé.

## Avant 1945
- Convention du 12 juin 1902 pour régler les conflits de lois en matière de mariage
- Convention du 12 juin 1902 pour régler les conflits de lois et de juridictions en matière de divorce et de séparations de corps
- Convention du 12 juin 1902 pour régler la tutelle des mineurs (en)
- Convention du 17 juillet 1905 relative à la procédure civile
- Convention du 17 juillet 1905 concernant les conflits de lois relatifs aux effets du mariage sur les droits et les devoirs des époux dans leurs rapports personnels et sur les biens des époux
- Convention du 17 juillet 1905 concernant l'interdiction et les mesures de protection analogues

## Depuis 1945
1. Statut de la Conférence de La Haye de droit international privé du 15 juillet 1955
2. Convention du premier mars 1954 relative à la procédure civile
3. Convention du 15 juin 1955 sur la loi applicable aux ventes à caractère international d'objets mobiliers corporels
4. Convention du 15 avril 1958 sur la loi applicable au transfert de la propriété en cas de vente à caractère international d'objets mobiliers corporels
5. Convention du 15 avril 1958 sur la compétence du for contractuel en cas de vente à caractère international d'objets mobiliers corporels
6. Convention du 15 juin 1955 pour régler les conflits entre la loi nationale et la loi du domicile
7. Convention du premier juin 1956 concernant la reconnaissance de la personnalité juridique des sociétés, associations et fondations étrangères
8. Convention du 24 octobre 1956 sur la loi applicable aux obligations alimentaires envers les enfants
9. Convention du 15 avril 1958 concernant la reconnaissance et l'exécution des décisions en matière d'obligations alimentaires envers les enfants
10. Convention du 5 octobre 1961 concernant la compétence des autorités et la loi applicable en matière de protection des mineurs (en)
11. Convention du 5 octobre 1961 sur les conflits de lois en matière de forme des dispositions testamentaires
12. Convention du 5 octobre 1961 supprimant l’exigence de la légalisation des actes publics étrangers (en)
13. Convention du 15 novembre 1965 concernant la compétence des autorités, la loi applicable et la reconnaissance des décisions en matière d'adoption
14. Convention du 15 novembre 1965 relative à la signification et la notification à l’étranger des actes judiciaires et extrajudiciaires en matière civile ou commerciale (en)
15. Convention du 25 novembre 1965 sur les accords d'élection de for
16. Convention du premier février 1971 sur la reconnaissance et l'exécution des jugements étrangers en matière civile et commerciale (en)
17. Protocole additionnel du premier février 1971 à la Convention de La Haye sur la reconnaissance et l'exécution des jugements étrangers en matière civile et commerciale
18. Convention du premier juin 1970 sur la reconnaissance des divorces et des séparations de corps
19. Convention du 4 mai 1971 sur la loi applicable en matière d'accidents de la circulation routière
20. Convention du 18 mars 1970 sur l’obtention des preuves à l’étranger en matière civile ou commerciale (en)
21. Convention du 2 octobre 1973 sur l'administration internationale des successions
22. Convention du 2 octobre 1973 sur la loi applicable à la responsabilité du fait des produits (en)
23. Convention du 2 octobre 1973 concernant la reconnaissance et l'exécution de décisions relatives aux obligations alimentaires
24. Convention du 2 octobre 1973 sur la loi applicable aux obligations alimentaires
25. Convention du 14 mars 1978 sur la loi applicable aux régimes matrimoniaux
26. Convention du 14 mars 1978 sur la célébration et la reconnaissance de la validité des mariages (en)
27. Convention du 14 mars 1978 sur la loi applicable aux contrats d'intermédiaires et à la représentation
28. Convention du 25 octobre 1980 sur les aspects civils de l’enlèvement international d’enfants
29. Convention du 25 octobre 1980 tendant à faciliter l’accès international à la justice
30. Convention du premier juillet 1985 relative à la loi applicable au trust et à sa reconnaissance (en)
31. Convention du 22 décembre 1986 sur la loi applicable aux contrats de vente internationale de marchandises
32. Convention du premier août 1989 sur la loi applicable aux successions à cause de mort
33. Convention du 29 mai 1993 sur la protection des enfants et la coopération en matière d'adoption internationale
34. Convention du 19 octobre 1996 concernant la compétence, la loi applicable, la reconnaissance, l'exécution et la coopération en matière de responsabilité parentale et de mesures de protection des enfants
35. Convention de La Haye du 13 janvier 2000 sur la protection internationale des adultes (en)
36. Convention du 5 juillet 2006 sur la loi applicable à certains droits sur des titres détenus auprès d’un intermédiaire (en)
37. Convention de La Haye du 30 juin 2005 sur les accords d'élection de for (en)
38. Convention du 23 novembre 2007 sur le recouvrement international des aliments destinés aux enfants et à d'autres membres de la famille (en)
39. Protocole du 23 novembre 2007 sur la loi applicable aux obligations alimentaires
40. Principes sur le choix de la loi applicable aux contrats commerciaux internationaux
41. Convention du 2 juillet 2019 sur la reconnaissance et l’exécution des jugements étrangers en matière civile ou commerciale